# Cəfərbəyli
Cəfərbəyli è un comune dell'Azerbaigian situato nel distretto di Ağcabədi. Conta una popolazione di 750 abitanti.